# Mark Campbell (kosárlabdaedző)
Mark Campbell (Bellingham, Washington, 1980. március 25. –) amerikai kosárlabdázó és kosárlabdaedző, 2023-tól a TCU Horned Frogs női kosárlabdacsapatának vezetőedzője.

## Játékosként
Kezdetben a Cal Poly Mustangs, majd a Clackamas Közösségi Főiskola, végül a Hawaii Rainbow Warriors játékosa volt.

## Edzőként
A Clackamas Közösségi Főiskola önkéntes edzője, majd a Pepperdine Waves és a St. Mary’s Gaels helyettese volt; 2010-től női csapatok edzője.
2011-ben az Oregon State Beavers munkatársa lett; a csapat legjobb toborzójaként tartották számon, és 2013-ban társedzővé léptették elő. 2014-től 2021-ig az Oregon Ducks munkatársa volt; 2020-ban az ország legjobb csapatát állították fel.{{jegyzet|megj={{hiv-web |url=
2021-ben a Sacramento State Hornets, 2023-ban pedig a TCU Horned Frogs vezetőedzője lett.

## Családja
Felesége Ashley Smith, a Vanderbilt Commodores kosárlabdázója. Két lányuk (Maley és Makay) született.

## Eredményei vezetőedzőként
| Szezon                                                       | Eredmény                                      | Eredmény                                      | Helyezés                                      | Továbbjutás                                   |
| Szezon                                                       | Összesen                                      | Konferencia                                   | Helyezés                                      | Továbbjutás                                   |
| Sacramento State Hornets (Big Sky Conference)                | Sacramento State Hornets (Big Sky Conference) | Sacramento State Hornets (Big Sky Conference) | Sacramento State Hornets (Big Sky Conference) | Sacramento State Hornets (Big Sky Conference) |
| ------------------------------------------------------------ | --------------------------------------------- | --------------------------------------------- | --------------------------------------------- | --------------------------------------------- |
| 2021–22                                                      | 14–16                                         | 10–10                                         | 7.                                            | –                                             |
| 2022–23                                                      | 25–7                                          | 13–5                                          | T–1.                                          | NCAA első kör                                 |
| Eredmény:                                                    | 39–23 (.629)                                  | 23–15 (.605)                                  | –                                             | –                                             |
| TCU Horned Frogs (Big 12 Conference)                         |                                               |                                               |                                               |                                               |
| 2023–24                                                      | 21–12                                         | 6–12                                          | T–9.                                          | WBIT második kör                              |
| 2024–25                                                      | 23–3                                          | 11–2                                          | –                                             | –                                             |
| Eredmény:                                                    | 44–15 (.746)                                  | 17–14 (.548)                                  | –                                             | –                                             |
| Összesen:                                                    | 83–38 (.686)                                  | –                                             | –                                             | –                                             |
| Jelmagyarázat: Konferenciaszezon- és konferenciatorna-bajnok |                                               |                                               |                                               |                                               |

## Fordítás
- Ez a szócikk részben vagy egészben  a   Mark Campbell (basketball) című angol Wikipédia-szócikk ezen változatának fordításán alapul.  Az eredeti cikk szerkesztőit annak laptörténete sorolja fel. Ez a jelzés csupán a megfogalmazás eredetét és a szerzői jogokat jelzi, nem szolgál a cikkben szereplő információk forrásmegjelöléseként.